# Footner Lake
Footner Lake est une localité de l'Alberta, au Canada.

## Étymologie
Elle doit son nom à l'auteur canadien Hulbert Footner.